# Nalatenschap (Nederland)

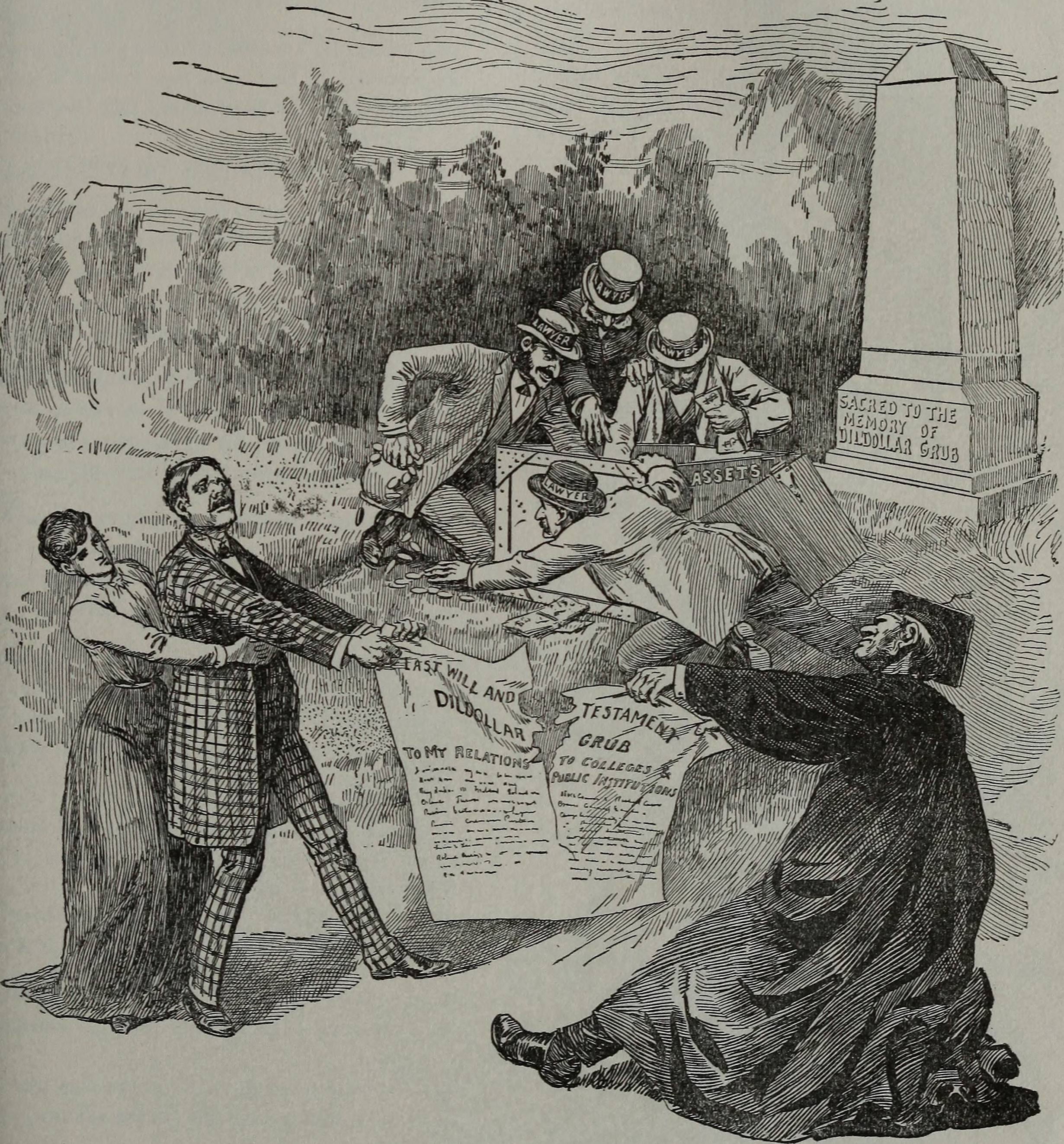
Ruzie om de nalatenschap brengt inkomen voor de advocaat (Amerikaanse cartoon 1902)

Een nalatenschap, ook erfenis genoemd, is in het Nederlands recht het geheel van bezittingen (zaken en vermogensrechten), schulden en vorderingen van een persoon dat bij overlijden op een of meer andere personen overgaat, de erfgenamen. Een erfdeel is een bepaalde fractie (een getal dat groter is dan 0 en kleiner dan of gelijk aan 1) van de nalatenschap. Wie erfgenamen kunnen zijn, en hoe de overgang van  (goederen uit) de nalatenschap bij overlijden plaats kan vinden, is geregeld in het erfrecht, opgenomen in Boek 4 van het Nederlandse Burgerlijk Wetboek, dit is onderdeel van het vermogensrecht.
Het erfrecht noemt in een vaste rangvolgorde groepen personen die erfgenaam zijn, men kan van deze hoofdregels afwijken door zelf in een testament bepaalde (rechts)personen aan te wijzen die de nalatenschap zullen erven. De wettelijke of testamentaire erfgenamen volgen erflater bij overlijden van rechtswege op in alle rechten uit eigendom, bezit en houderschap, ze worden schuldenaar van alle schulden die niet met de dood tenietgaan en partij bij alle door erflater gesloten overeenkomsten (art. 4:182 BW, 6:249 jo BW). Laat overledene een partner uit huwelijk of registratie na en een of meer officiële kinderen, dan verkijgt alleen de partner de hele erfenis, hoewel de kinderen ook erfgenaam zijn (art. 4:182 lid 1 BW jo. 4:13 BW).
Overgang van de nalatenschap gebeurt in Nederland zonder tussenstap of formaliteit. De erfgenamen dragen dus direct bij overlijden alle verantwoordelijkheden en hebben gezamenlijk volledige beschikkingsmacht, ook als ze nog niet weten dat ze erfgenaam zijn. Is een testament gemaakt, zijn alleen de daarin opgenomen bepalingen geldig die onder een uiterste wilsbeschikking vallen die de wet noemt. Het kan zijn dat de overgang op de erfgenamen dan plaatsvindt met beperkingen op de (verbintenisrechtelijke) uitoefening van hun eigendomsrechten, bijvoorbeeld bij een tweetrapsmaking, toekenning van vruchtgebruik aan de een, bloot eigendom aan anderen, de benoeming van een executeur of de instelling van een testamentair bewind.

## Historie
Het doorgeven van eigendom aan een volgende generatie bij overlijden is wereldwijd in verschillende rechtsculturen verschillend geregeld en is in de loop der tijden veranderd. Bij Germaanse stammen was bijvoorbeeld de regel dat alles gemeenschappelijk aan de stam of een familie behoorde, er bestond geen individuele eigendom. Als een stam- of familielid overleed was geen overdracht nodig. Onder de Romeinen was privé-eigendom bekend, maar deze behoorde alleen het hoofd van de familie, de pater familias toe. In de middeleeuwen bleef de hoofdeigendom van  grondgebieden vaak bij een koning of keizer en werden bepaalde eigendomsrechten tijdelijk aan anderen in leen gegeven, de leenman. Overleed deze persoon, vielen de rechten weer terug aan de uitlener. Eigendom in handen van de kerk, in gebruik bij bijvoorbeeld een paus of monniken, bleef in handen van de kerk als een paus of monnik stierf, dat wordt eigendom in dode hand genoemd. Lange tijd werd in veel rechtssystemen met privé-eigendom de nalatenschap niet doorgegeven aan dochters of er werd alleen doorgegeven aan de oudste zoon. In Nederland gaat sinds 2003 bij huwelijk of geregistreerd partnerschap de hele erfenis naar de nog levende partner, de kinderen van overledene krijgen niets, behalve een vorderingsrecht op de langstlevende dat bij diens leven niet opeisbaar is en mag worden opgemaakt.
De beginselen van het Nederlandse erfrecht stammen uit 1923, in 2003 is de huidige wet in werking getreden, men noemt dit nog wel het nieuwe erfrecht. Voor nalatenschappen die openvallen onder het huidige erfrecht met een testament opgemaakt ten tijde van het oude erfrecht, gelden regels uit overgangswetten, in beginsel is het nieuwe erfrecht van toepassing op alle erfrechtelijke verhoudingen (art. 68a Overgangswet NBW).

## Erfopvolging, erfenis aanvaarden of verwerpen
Volgens de regeling van erfopvolging, gaat bij overlijden de nalatenschap van rechtswege direct over op de bij wet, testament of erfovereenkomst (België, Duitsland) aangewezen (rechts-)personen, erfgenaam genoemd. Met uitzondering van de kinderen van overledene als deze een partner uit huwelijk of registratie nalaat; zij worden erfgenaam genoemd maar verkrijgen geen mede-eigendom van de erfenis (art. 4:182 BW jo. 4:13 BW). Het gaat om alle voor overgang vatbare rechten en verplichtingen, de eigendom, het bezit en houderschap, alsmede alle schulden van overledene. Maar niemand is gehouden een erfenis te accepteren. Voor iedereen is als eerste van belang zich vooralsnog te onthouden van gedrag dat zuivere aanvaarding van een erfenis impliceert (zie onder). Verder kan men nagaan of er een testament is of niet en als duidelijk is dat men erfgenaam is, beslissen de erfenis zuiver te aanvaarden, te verwerpen, of te aanvaarden zonder persoonlijke aansprakelijkheid voor eventuele schulden (beneficiair aanvaarden). Hierbij is van belang te weten dat een nalatenschap met een positief vermogen vóór overlijden, na overlijden negatief kan zijn als een testament is opgesteld met bijvoorbeeld legaten.

### Beneficiaire aanvaarding erfenis
Als beneficiair is aanvaard door een of meer erfgenamen, kunnen deze erfgenamen door schuldeisers niet gehouden worden schulden van overledene of nalatenschap uit het eigen vermogen te betalen. Er gelden dan bijzondere regels voor de afwikkeling die de erfgenamen verplichten de erfenis te vereffenen via een procedure die wordt gecoördineerd door de rechtbank. Als bij testament een executeur is benoemd kan een vereffeningsprocedure worden voorkomen wanneer de executeur de nalatenschap inventariseert en kan verklaren dat er voldoende middelen zijn om alle opeisbare schulden van de nalatenschap te voldoen. Bij schulden gaat het niet alleen om schulden die overledene had bij overlijden maar ook om schulden die er daarna bijkomen zoals de verplichting legaten te voldoen, de kosten van de uitvaart of de erfbelasting.

### Zuivere aanvaarding door gedrag
Wanneer iemand zich ondubbelzinnig en zonder voorbehoud als erfgenaam gedraagt mag er juridisch van worden uitgegaan dat deze persoon de nalatenschap zuiver heeft aanvaard (art. 4:194 lid 1 (vanaf 2016) BW). De hoogste rechter bepaalde in 2021 dat niet te snel mag worden aangenomen dat door gedragingen zuiver is aanvaard in verband met de potentieel verstrekkende gevolgen voor de desbetreffende erfgenaam en de omstandigheid dat erfgenamen die belast zijn met het regelen van de praktische gevolgen van het overlijden van een naaste op die verstrekkende gevolgen niet steeds bedacht zullen zijn. Daden van beheer of nodig voor het regelen van de uitvaart, kunnen niet leiden tot het aannemen van stilzwijgende zuivere aanvaarding. Het Gerechtshof Arnhem-Leeuwarden bepaalde in 2022 dat het voldoen van enkele kleine schulden van overledene met nalatenschapsgeld als daad van zuivere aanvaarding moet worden beschouwd in een zaak waar erfgenamen zich lieten bijstaan door een 'erfrechtjurist'.

## Geen testament
Indien geen testament is opgesteld, wordt de nalatenschap toegedeeld volgens de algemene wettelijke regels van erfopvolging bij versterf. Zijn er een partner uit huwelijk of registratie en een of meer kinderen, wordt dit veelal "wettelijke verdeling" genoemd maar hier vindt geen verdeling plaats. Volgens de hoofdregel verkrijgt namelijk de partner uit huwelijk of registratie de hele erfenis en krijgen de kinderen van overledene uit een staand of vorig huwelijk een vorderingsrecht ter grootte van hun theoretisch erfdeel op de langstlevende, opeisbaar bij diens overlijden, waarop de langstlevende mag interen. Zijn er geen huwelijks- of geregistreerd partner of kinderen, volgen andere bloedverwanten van de overledene op, zoals ouders, broers en zussen. Ook is bij wet de grootte van de erfdelen geregeld, uitgedrukt als fractie van het te verdelen vermogen. Partners waarmee geen geregistreerd partnerschap is aangegaan en zogenaamde patchwork-kinderen zijn buitengesloten, ook als men al lang  samenleeft.

## Beschikken over de nalatenschap
De wettelijke standaardregeling voor de personen die de nalatenschap bij overlijden krijgen, kan geheel of deels opzij worden gezet door zelf te beschikken over de nalatenschap. Dat kan door het maken van een uiterste wilsbeschikking die een erfstelling of een onterving bevat (art. 4:1 lid 1 BW). Een erfstelling is een uiterste wilsbeschikking, waarbij iemand een of meer personen aanwijst aan wie het hele te verdelen vermogen of een bepaalde fractie daarvan wordt nagelaten, men stelt zelf de erven vast. (art. 4:115 BW). Hier geldt als vormvoorschrift dat de uiterste wilsbeschikking(en) moeten worden vastgehouden in een uiterste wil (testament); dat is ofwel een onderhandse akte in bewaring gegeven bij een notaris, ofwel een notariële akte. Meestal wordt gekozen voor opstellen van de  testamentaire akte door een notaris, onder andere vanwege de bewijskracht van de akte die door de notaris als ambtsdrager wordt opgemaakt. In de keus voor juridische advisering over de inhoud van een testament is men vrij, dat kan een notaris zijn maar ook een advocaat, estate planner of accountant met de specialisatie erfrecht, of ieder ander. De wensen worden door erflater zelf opgeschreven in een onderhandse akte, gedagtekend en ondertekend en bij de notaris in bewaring gegeven, of  de testateur geeft aan een notaris zijn wensen te kennen die deze vertaalt naar de beschikbare erfrechtelijke mogelijkheden en een concepttestament opstelt. Dat kan door de testateur worden gecontroleerd en eventueel gewijzigd, bij onduidelijkheden kan uitleg worden gevraagd. Als de wensen goed zijn weergegeven stelt de notaris de akte op die dan door de testateur wordt ondertekend in aanwezigheid van de notaris, en door de notaris. Al deze handelingen dienen hoogstpersoonlijk en in Nederland onder vier ogen met de notaris te worden verricht, in België in aanwezigheid van twee getuigen of een tweede notaris. In Nederland zijn getuigen sinds 2003 niet meer vereist, maar de notaris of een ander kan de aanwezigheid van getuigen verlangen. Het origineel van de akte wordt door de notaris bewaard, de testateur ontvangt een afschrift (officiële kopie). De notaris deelt het Centraal Testamentenregister mee dat een akte is opgesteld, met datum en bewaarplaats. Zo kan een ieder na overlijden nakijken óf een testament is opgesteld en zo ja wanneer en bij welke notaris. Alleen het laatst opgestelde testament heeft rechtskracht. mits het aan alle vereisten voldoet.

### Rechtsgeldig beschikken over de nalatenschap
Een testament mag (in Nederland) niet worden gemaakt door personen jonger dan 16 jaar. Een testament kan ongeldig blijken als de erflater bij de opstelling niet handelingsbekwaam was, niet wilsbekwaam, bijvoorbeeld door dementie, of wanneer (een deel van) het testament tot stand is gekomen door beïnvloeding van, of op afspraak met derden. Een testament kan ook ongeldig zijn wanneer niet aan bepaalde vormvereisten is voldaan. Een notaris heeft de taak er op toe te zien dat alles volgens de regels verloopt. Als het testament door de rechter nietig wordt verklaard of wordt vernietigd, geldt het voorgaande testament en als dat er niet is, de wettelijke regeling. Mocht er na overlijden onenigheid ontstaan over de bedoelingen van een erflater is het soms mogelijk dat een rechter een testament nader uitlegt, bijvoorbeeld aan de hand van algemene bepalingen in het testament of bij leven bestaande documenten (artikel 4:46 lid 1 Burgerlijk Wetboek). Deze procedure moet worden begonnen bij de rechtbank, waar vertegenwoordiging door een advocaat verplicht is. Als alle erfgenamen het erover eens zijn, kan gezamenlijk bij de Kantonrechter een verzoek tot uitleg worden ingediend (art. 96 Rechtsvordering). Hier zijn advocaten niet verplicht zodat erfgenamen geen hoge kosten hebben.

### Geldigheid bepalingen in een testament
Ook voor het rechtsgeldig zijn van de afzonderlijke bepalingen in een testament gelden wettelijke regels. Voldoet een bepaling daar niet aan, is er geen juridische werking met betrekking tot (goederen van) de nalatenschap. Het kan daarom zijn dat een testament op zichzelf geldig is maar bepalingen bevat die geen erfrechtelijke werking hebben omdat ze niet binnen de regels van het erfrecht passen.

#### Gesloten stelsel uiterste wilsbeschikkingen
Er kan alleen rechtsgeldig over een nalatenschap worden beschikt met een van de in het erfrecht of elders in de wet genoemde uiterste wilsbeschikkingen. Staan er in een testament bepalingen die daarbuiten gaan, zijn ze nietig (art. 4:42 BW). Het erfrecht noemt:
- Een erfstelling, het aanwijzen van erfgenamen (personen en/of instellingen), waarbij fracties vermeld moeten worden waarop elke erfgenaam recht heeft, die samen 1 zijn (de hele nalatenschap), of er wordt vermeld "voor gelijke delen". Er kan bijstaan "met inachtneming van plaatsvervulling, zoals geregeld in het Burgerlijk Wetboek voor erfopvolging bij versterf".
- Een onterving, bij testament is aan een of meer personen minder toegekend dan deze op grond van de algemene wettelijke regeling zou(den) krijgen zonder testament. Er hoeft geen uitdrukkelijke bepaling over onterving te zijn opgenomen. De reden hoeft niet in de persoon van de onterfde te liggen, steeds vaker worden ook personen uit samengestelde families als erfgenaam gekozen die niet binnen de strikte bloedlijnen van de wet vallen, of worden goede doelen bedeeld. Het negatieve stempel onterving dekt de lading dus vaak niet. Eventuele kinderen van de onterfde erven door plaatsvervulling, tenzij die ook zijn onterfd. Als bijvoorbeeld A, B en C bij versterf elk een derde zouden erven, betekent onterven van A zonder plaatsvervulling dat B en C elk de helft erven. Ook een erfstelling kan materieel een gedeeltelijke onterving inhouden als iemand die volgens de wet recht zou hebben op een deel van de nalatenschap niet als erfgenaam wordt aangewezen, of voor een kleiner deel. Als een kind testamentair is onterfd heeft het volgens de wet recht op een minimumdeel van de nalatenschap, de legitieme portie. Daarop moet uitdrukkelijk aanspraak worden gemaakt.
- Een legaat, een schenking in geld, zaken of goederen die bij overlijden vanuit de erfenis moet worden uitgekeerd. De eigendom gaat niet direct bij overlijden over van overledene op de legataris. Juridisch is dit een vorderingsrecht van de legataris op een bepaalde erfgenaam of erfgenamen, afhankelijk van het testament. Er moet alleen worden uitgekeerd bij voldoende saldo in de erfenis. Als een erfgenaam op wie een legaat rust de erfenis zuiver heeft aanvaard, moet zo nodig uit het eigen vermogen worden bijgepast.
- Oplegging van een testamentaire last
- Oprichting van een stichting
- Benoeming van executeurs
- Instelling van een testamentair bewind

Ook buiten het erfrecht staan uiterste wilsbeschikkingen, bijvoorbeeld de insluitingsclausule in het huwelijksvermogensrecht (art. 1:94 BW), de wensen voor de uitvaart (art. 18 Wet op de Lijkbezorging) en beschikkingen over persoonlijkheidsrechten van auteur en kunstenaar (art. 25 leden 2 en 4 Auteurswet, art. 5 lid 2 Wet op de naburige rechten).
Een bekend voorbeeld van een testamentaire bepaling die geen uiterste wilsbeschikking is, is de opdracht aan een erfgenaam, executeur of bewindvoerder de hele nalatenschap zelfstandig af te wikkelen en te verdelen zonder toestemming en medewerking van alle erfgenamen (driesterrenexecuteur).  
Er staan regelmatig bepalingen of wensen in een testament die niet precies in de uiterste wilsbeschikking passen waaronder ze zijn genoemd in een testament, zoals boedeltoedelingen, extra bevoegdheden voor de executeur, of een bepaalde gewenste manier om de erfenis te verdelen (quasi-wettelijke verdeling). Zulke bepalingen hebben alleen juridische werking over (goederen van) een nalatenschap voor zover ze binnen het bereik van een andere wettelijke uiterste wilsbeschikking zijn in te passen, lukt dat niet, zijn erfgenamen en legatarissen in beginsel niet aan de betreffende bepalingen gebonden. Men moet dan in een vroeg stadium van de afwikkeling van de nalatenschap een beroep op de nietigheid van de betreffende bepalingen doen, dat kan vormvrij maar moet bij betwisting wel bewijsbaar zijn. Hebben niet alle belanghebbenden dezelfde mening en komt men er onderling niet uit, kan de kwestie aan de rechter worden voorgelegd.

#### Overige regels voor rechtsgeldigheid bepalingen over een nalatenschap
De andere hoofdregels zijn, dat bepalingen in een testament een persoon niet mogen belemmeren in zijn vrijheid om bevoegdheden uit te oefenen, die hem krachtens het erfrecht met betrekking tot die nalatenschap toekomen (art. 4:4 BW) en ze niet in strijd mogen zijn met algemeen aanvaarde, fundamentele beginselen van openbare orde, de goede zeden of met wettelijke bepalingen van dwingend recht (artt. 4:44 en 45 BW). Zijn ze dat wel, moeten ze eveneens als niet geschreven worden beschouwd. Er mogen bij leven geen afspraken worden gemaakt over een testament of de inhoud ervan. Is dat wel gebeurd, dan zijn de afspraken nietig. In België en Duitsland is dat onder bepaalde omstandigheden wel mogelijk. Ten slotte zijn begunstigingen in een testament van bepaalde beroepsgroepen niet rechtsgeldig (o.m. art.4:59 BW, art. 20 Wna).
Denkt een erfgenaam dat sprake is van een ongeldige bepaling in een testament, kan een beroep worden gedaan op de nietigheid van de betreffende bepaling, het testament blijft voor het overige van kracht. Wordt het inroepen van de nietigheid niet door alle andere erfgenamen, een executeur, bewindvoerder of belanghebbenden bij het bepaalde geaccepteerd, moet de rechter worden ingeschakeld om uitsluitsel te krijgen.

## Handgeschreven akte – depot-testament
Er kan ook over een nalatenschap worden beschikt door de wensen op te nemen in een handgeschreven dokument (akte), waarbij de vorm onbelangrijk is maar waarin wel een datum moet staan en op elke pagina een doorlopend paginanummer en een handtekening om de wilsbeschikking authentiek te maken. Deze akte moet in Nederland bij een notaris in bewaring zijn gegeven om rechtskracht te hebben; in België is dat niet nodig. Ook hier geldt dat de bepalingen alleen erfrechtelijke werking voor de nalatenschap hebben wanneer ze onder een van de in de wet genoemde uiterste wilsbeschikkingen vallen. 

## Op wie gaat de nalatenschap over: openen testament

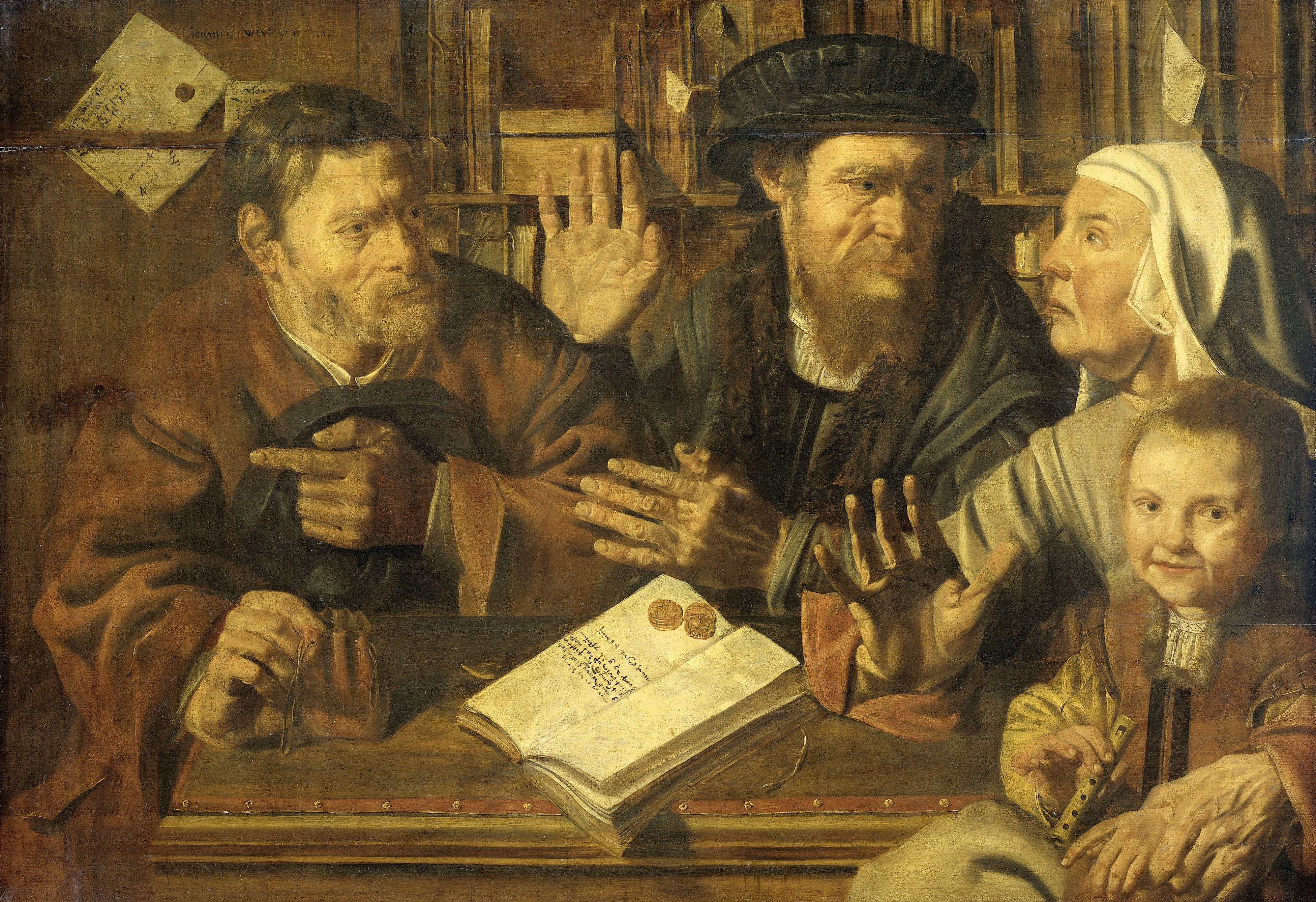
Het kantoor van de notaris - Jan Woutersz. Stap, 1629 (Collectie Rijksmuseum)

Om na overlijden te weten op welke persoon of personen de nalatenschap overgaat, moet onderzocht worden of er een testament is gemaakt. In Nederland zijn testamenten niet openbaar. De notaris heeft een beroepsgeheim en het Centraal Testamentenregister slaat alleen op bij welke notaris, op welke datum, een testament is gemaakt. Na overlijden hebben de wettelijke of testamentaire erfgenamen recht op inzage van het testament, andere belanghebbenden hebben recht op gedeeltelijke inzage. Er is geen officiële manier om een testament te openen en de notaris die het testament heeft opgesteld is niet verplicht actief erfgenamen te benaderen. Dat is ook niet gebruikelijk.
Iemand die denkt erfgenaam te zijn, kan na overlijden een willekeurige notaris vragen na te kijken of er een testament is gemaakt of dit zelf navragen bij het Centraal Testamentenregister (CTR). Heeft de notaris het overlijden aan de hand van de basisadministratie vastgesteld en is degene als erfgenaam in het laatst opgemaakte testament genoemd, kan een notaris na officiële identificatie kopie van dat testament bij de notaris opvragen die de akte heeft gepasseerd en aan de erfgenaam geven of per post sturen. Voor legatarissen geldt hetzelfde, maar zij krijgen een verkort afschrift van het testament: alleen de passages waar hun legaat is geregeld. De notaris kan de erfgenamen ook uitnodigen voor een bespreking op kantoor; dit is gebruikelijk wanneer de notaris langjarig voor de erflater heeft gewerkt. Dit gebeurt niet automatisch: een notaris moet op de hoogte worden gesteld van overlijden en van de erfgenamen opdracht krijgen aan het werk te gaan, of van een executeur of testamentair bewindvoerder namens hen. Een executeur of afwikkelingsbewindvoerder vertegenwoordigt niet de legatarissen, alleen de erfgenamen. Een notaris mag volgens de beroepsregels aan het werk gaan en rekeningen schrijven, zodra opdrachtgever zich in persoon heeft geïdentificeerd, deze op de hoogte is gesteld van de tarieven, de notaris opdracht tot het werk heeft gegeven en de notaris de opdracht heeft aanvaard. Een notaris die van een of enkele erfgenamen een opdracht krijgt mag op grond van de beroepsregels niet ook voor alle erfgenamen aan afwikkeling van de nalatenschap werken, tenzij iedereen het daarmee eens is.

### Werking bepalingen testament
De bepalingen in een testament gelden direct na overlijden, er zijn geen bijzondere handelingen nodig om ze rechtskracht te geven, dus ook niet het openen en voorlezen van een testament door een notaris, zoals wel wordt gedacht. Evenmin is er een akte, verklaring of iets dergelijks nodig, een erfgenaam of de erfgenamen verkrijgen de eigendom van de nalatenschap op grond van de dwingendrechtelijke regels voor erfopvolging direct bij overlijden. Dat geldt ook als een executeur is benoemd of een bewind is ingesteld, andersluidende bepalingen zijn niet rechtsgeldig. Maar niemand is verplicht een erfenis te aanvaarden, wordt verworpen is men met terugwerkende kracht geen erfgenaam meer en is mogelijk een volgende in de rij rechthebbende.

## Codicil
Voor het vermaken van bepaalde roerende zaken uit de nalatenschap kan de erflater ook zelf een codicil hebben opgesteld waarin door erflater is geschreven dat een bepaald sieraad, kleding of inboedelzaken aan bepaalde personen of organisaties worden nagelaten. Dit document is vaak in bewaring gegeven bij de notaris. Ook kunnen wensen omtrent de uitvaart in een codicil zijn vastgehouden. Tot 2003 kon bij codicil ook een persoon worden aangewezen om de nalatenschap af te wikkelen (executeur onder huidig recht), benoemingen in een codicil ouder dan 2003 blijven geldig.

## Persoonlijk memorandum
In een testament wordt de bestemming van de nalatenschap geregeld. Praktische, alledaagse zaken worden er meestal niet in genoemd en het lichaam van overledene hoort niet tot de nalatenschap. Men kan daarvoor een persoonlijk memorandum opstellen (ook wel regifest) waarin punten worden beschreven en uitgelegd als:
- wensen voor opbaren, wake, uitvaart, uitvaartonderneming, graf, asbestemming;
- gegevens huisarts, donorcodicil;
- namen en adressen van familieleden, vrienden, organisaties e.d.;
- vindplaats van belangrijke stukken, akten en polissen;
- identiteit van executeur, testamentair bewindvoerder die in het testament is benoemd;
- gegevens over schulden, banktegoeden en andere vermogensbestanddelen;
- ontstaan van eventuele rechten op een nabestaandenpensioen;
- lopende abonnementen, contributies, lidmaatschappen;
- identiteitsgegevens, zoals het burgerservicenummer en administratienummers bij bijvoorbeeld een pensioenfonds;
- inloggegevens bitcoins, social media accounts, online communities, mobiele telefoon, laptop e.d.

## Levenstestament, onherroepelijke volmacht
Als een levenstestament is opgesteld geldt dat in de regel niet meer na overlijden. Een volmachtgever mag echter bepalen dat een volmacht na overlijden doorloopt in het belang van volmachtgever of een derde, de onherroepelijke volmacht (art. 3:74 BW). Daarbij kunnen nadere voorwaarden zijn gesteld. De houder van een onherroepelijke volmacht mag na overlijden handelen binnen de gegeven bevoegdheden. Hiermee kan echter niet rechtsgeldig over de nalatenschap worden beslist en de volmachthouder heeft na overlijden als vertegenwoordiger van overledene geen rechten meer over de nalatenschap. Die zijn immers overgegaan op de erfgenamen. 

## Lichaam overledene, uitvaart, asbestemming
Het lichaam van de overledene, of de as na crematie, horen niet tot de nalatenschap. De kosten van lichaamsverzorging, opbaren en uitvaart moeten wel bij voorrang uit de nalatenschap worden voldaan (art. 4:7 lid 1 B.W.). De Wet op de lijkbezorging bepaalt dat een begraving of crematie overeenkomstig de wens of vermoedelijke wens van de overledene moet plaatsvinden, niet eerder dan 36 uur en uiterlijk op de zesde werkdag na overlijden. De opdrachtgever voor de uitvaart draagt de eerste verantwoordelijkheid en is tegenover de uitvaartondernemer aansprakelijk voor de kosten; is bij testament of codicil een persoon aangewezen om de uitvaart te regelen, dan geeft deze opdracht.
Het is onjuist dat bij testament een 'begrafenisexecuteur' of 'uitvaartexecuteur' kan worden benoemd met de bevoegdheid de uitvaart zelfstandig te regelen. Een dergelijke bepaling is ongeldig maar kan worden omgezet in een geldige regeling dat aan de executeur de last is opgelegd de uitvaart te regelen (art. 3:42 BW). Een last van de executeur rust op alle erfgenamen daarom moet iedereen het eens zijn over de manier waarop de wensen van overledene worden uitgevoerd (art. 4:130 lid 2).

## Overgang nalatenschap op erfgenamen
In beginsel gaan alle rechtsbetrekkingen van vermogensrechtelijke aard van de erflater op de erfgenaam of erfgenamen over maar voor overgang vatbare rechten kunnen ook van niet-vermogensrechtelijke aard zijn, bijvoorbeeld rechten voortvloeiend uit de Auteurswet en de Wet op de naburige rechten (kunstenaar). Voor zover vorderingen en andere rechten en schulden uit een overeenkomst ontstaan ná overlijden van erflater, ontstaan deze in het vermogen van de gezamenlijke erfgenamen als nieuwe partij bij de overeenkomst.
De erfgenamen zijn direct na overlijden de nieuwe eigenaren van de onverdeelde nalatenschap, ze volgen overledene onder algemene titel op in alle rechten en plichten, moeten dus ook de huur of hypotheeklasten betalen en zorgdragen voor voldoening van de schulden en ze moeten de goederen van de erfenis beheren volgens de norm 'als een goed huisvader'. Dit principe van directe eigendomsovergang onder algemene titel na overlijden heet de saisine (art. 4:182 BW). Dat geldt ook voor een erfgenaam die nog niet weet dat ze erfgenaam is.
In bijvoorbeeld Engeland, Amerika of Canada is dit anders, daar kan de eigendom na overlijden overgaan op een tussenpersoon, de executor die bepaalde bevoegdheden heeft voordat de eigendom op de erfgenamen overgaat. Deze functie heeft dus een heel andere inhoud en juridische basis dan de Nederlandse executeur. In België en Duitsland kent men de testamentuitvoerder of exécuteur testamentaire, iemand die bij testament is aangesteld om de laatste wilsbeschikkingen uit te voeren, deze functie kende de Nederlandse wet vroeger ook maar is per 2003 komen te vervallen, daarom zijn alleen de erfgenamen bevoegd (niet verplicht) werking te geven aan testamentaire bepalingen.
Niemand is verplicht een nalatenschap te aanvaarden, men mag de erfenis verwerpen of aanvaarden onder voorrecht van boedelbeschrijving (beneficiaire aanvaarding), zie hierboven.

### Eigendomsrechten aan de nalatenschap: erfgenamen
Een erflater heeft op grond van het beginsel van de testeervrijheid, een afgeleide van de eigendomsvrijheid, ruime mogelijkheden te bepalen wat er met haar of zijn eigendommen gebeurt na overlijden, maar na overlijden zijn de bij testament aangewezen erfgenamen samen eigenaar, ze hebben dan als rechtsopvolger onder algemene titel alle rechten, bevoegdheden en verplichtingen die verbonden zijn aan de eigendom van erflater overgenomen. In Nederland bestaat geen handhavingsregeling op grond waarvan door derden wordt toegezien of een testament door de erfgenamen goed wordt uitgevoerd.
Het beheer over de nalatenschap kan door erflater voor maximaal anderhalf jaar na overlijden aan een executeur worden gegeven met als doel de nalatenschap te inventariseren en te beschermen, schulden te voldoen en vorderingen te innen. Ook kan voor langere tijd een testamentair bewind worden ingesteld zodat een bewindvoerder na overlijden het beheer over (een deel van) de nalatenschap kan voeren en zo nodig zelfstandig een vordering tot verdeling bij de rechtbank kan indienen (zie verder). Om uitvoer van deze taken mogelijk te maken zonder voor elke handeling toestemming van iedere erfgenaam nodig te hebben, zijn bij de wettelijke regeling van de uiterste wilsbeschikkingen 'executeurs' en 'testamentair bewind' enkele verbintenistechtelijke eigendomsbevoegdheden die erfgenamen als deelgenoten van de onverdeelde nalatenschap hebben, voor bepaalde duur ingeperkt. Erfgenamen verkrijgen de erfenis dan inclusief deze wettelijke eigendomsbeperkingen. Er bestaat geen uiterste wilsbeschikking die het mogelijk maakt bij testament iemand aan te stellen die tijdelijk eigendomsbevoegdheden van alle erfgenamen krijgt overgedragen, bijvoorbeeld om de nalatenschap zelfstandig te verdelen. Staat een vergelijkbare bepaling in een testament, kan deze op vordering van een erfgenaam door de rechter voor nietig worden gehouden omdat de bepaling buiten het gesloten stelsel van uiterste wilsbeschikkingen valt, of wegens strijd met het grondrecht op ongestoord genot van eigendom onder art. 4:4, dan wel 4:44 of 4:45 BW valt.

## Beheer, afwikkeling en verdeling erfenis

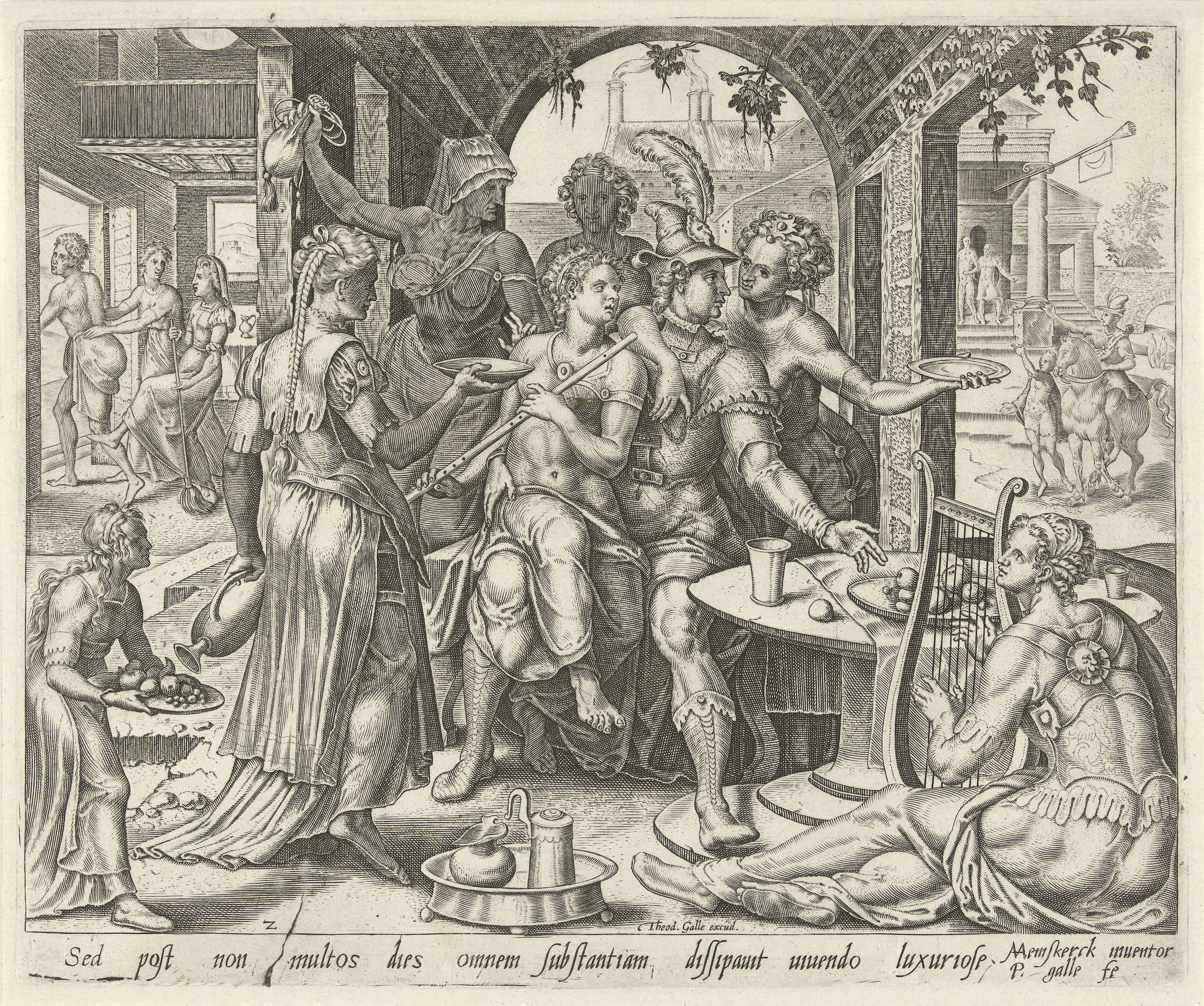
De verloren zoon verkwist zijn erfenis - Prentmaker: Philips Galleca, 1596-1633

Zijn er meerdere erfgenamen, vormt het nalatenschapsvermogen een juridische gemeenschap in de zin van artikel 3:166 lid 1 BW en moet als zodanig beheerd, afgewikkeld en verdeeld worden. Wanneer één persoon erft, bijvoorbeeld de huwelijkspartner, moet er wel afgewikkeld worden maar niet verdeeld. Niet alle mensen die in een testament zijn genoemd hebben het recht / de plicht aan de afwikkeling mee te werken, dat zijn alleen de erfgenamen die hebben aanvaard, zij zijn juridisch deelgenoot ('mede-eigenaar') en hebben na overlijden de volledige beschikkingsmacht en zeggenschap over de nalatenschap, tenzij er een testament is en een executeur is benoemd of bewind is ingesteld. Is er geen testament, bepaalt de wet de manier van verdeling als er een partner uit huwelijk of geregistreerd partnerschap is, en een of meer kinderen, art. 4:13 BW, de zogenaamde wettelijke verdeling. Daarbij gaat de hele erfenis naar de langstlevende partner, de kinderen van overledene krijgen een vordering in geld op de langstlevende ter hoogte van hun theoretisch erfdeel, maar dat is pas opeisbaar bij overlijden, voor wat er dan nog van over is. Is de situatie anders, erven de erfgenamen in gelijke delen. Is er een testament staat daar tot welk deel van de nalatenschap iedere erfgenaam gerechtigd is, daarnaast kunnen bij legaat bepaalde goederen, of een bepaalde geldsom een aan bepaalde (rechts)persoon zijn toebedeeld. Dat is een verplichting voor de erfgenamen. Een erfdeel is een waarde in geld, er is niet mee gezegd wie welke goederen krijgt. De erfgenamen moeten onderling tot overeenkomst van verdeling zien te komen om ieder dat te doen toekomen waarop deze recht heeft.
Bij totstandkoming van de verdeling zijn erfgenamen niet gehouden aan bepalingen in een testament waarmee hun zeggenschap en andere eigendomsrechten betreffende de verdeling verder opzij worden geschoven dan bij de wet toegestaan. De wet kent voor de fase van de verdeling twee beperkingen en wel als bij testament een bewind is ingesteld: de bewindvoerder mag dan bij ontbreken van toestemming van een erfgenaam voor een verdelingshandeling de kantonrechter om plaatsvervangende machtiging vragen en bij de rechter een vordering tot verdeling instellen. Een bewindvoerder kan rechtsgeldig alleen gebruik maken van verdergaande bevoegdheden in een testament als alle erfgenamen deze vrijwillig accepteren.
In de eerste fase van de afwikkeling van een nalatenschap is er veel praktisch regelwerk. Erfgenamen en legatarissen moeten worden gezocht en zij moeten beslissen over de aanvaarding, de nalatenschap moet worden geïnventariseerd, mensen, banken, bedrijven en instanties moeten worden geïnformeerd, lopende verplichtingen beëindigd, abonnementen opgezegd, vorderingen en uitkeringen geïnd, schulden voldaan, legaten uitgekeerd, bankrekeningen op naam van de erven gezet, aangifte erfbelasting gedaan, goederen, zaken, tegoeden, effecten, zakelijke deelnemingen e.d. worden getaxeerd en eventueel goederen te gelde worden gemaakt om schulden te voldoen. Voor de verdeling moeten goederen worden verkocht of toebedeeld aan een of meerdere erfgenamen, onder verrekening van de eventuele over- of onderwaarde aan de anderen. Bepaalde handelingen mogen alleen door alle erfgenamen gezamenlijk worden verricht, handelingen nodig voor het dagelijks behoud en onderhoud van de nalatenschap, en spoedzaken, kunnen door elk der erfgenamen afzonderlijk en zelfstandig worden verricht.
Als de huwelijkspartner erft, er voornamelijk vermogen is in de vorm van onroerend goed en de erfbelasting de (hoge) belastingvrije voet overstijgt, moet onder omstandigheden het huis worden verkocht of een hypothecaire lening worden afgesloten. Voor betaling van erfbelasting kan uitstel worden gevraagd.
Om besluiten te kunnen nemen moet onder de erfgenamen eenstemmigheid bestaan, schuldeisers kunnen alleen uitwinnen wanneer alle erfgenamen toestemming geven (art. 3:190 lid 1 BW). Er kan ook gezamenlijk een volmacht worden gegeven aan één persoon om namens alle erfgenamen te handelen, de volmachtexecuteur, als dat een notaris is wordt deze boedelnotaris genoemd. Wanneer enkele erfgenamen een volmacht afgeven, moet deze gevolmachtigde overeenstemming bereiken met de overige erfgenamen.
Bij enkele stappen is een notaris nodig, bijvoorbeeld het opstellen van een Verklaring van erfrecht of een Akte van verdeling, deze notaris wordt betrokken notaris genoemd (art. 4:186 BW). Een notaris die in opdracht van één of enkele erfgenamen werkt, wordt partijnotaris genoemd.
Is bij testament een executeur benoemd of bij codicil van vóór 2003, heeft deze meestal de bevoegdheid de erfenis te beheren en de opeisbare schulden te voldoen, de regels staan in het testament en de wet. Is bij testament (tevens) een afwikkelingsbewind ingesteld of is door een of meer erfgenamen beneficiair aanvaard, liggen er bevoegdheden bij de afwikkelingsbewindvoerder respectievelijk vereffenaar. Naast executeur en bewindvoerder mogen erfgenamen alles doen wat onder het normale dagelijkse beheer valt en ook alles wat dringend gedaan moet worden. Voor (andere) beschikkingshandelingen is in de regel medewerking of toestemming nodig van de executeur of testamentair bewindvoerder.
Er zijn niet veel wettelijke regels voor afwikkeling van een nalatenschap, het geldt als bijzondere gemeenschap (art. 3:189 e.v. BW). Het woord “afwikkeling” heeft geen specifieke juridische betekenis en juristen zijn het oneens over de strekking van wettelijke bepalingen over verdeling.
In vakliteratuur of rechtspraak zijn geen richtlijnen ontwikkeld, wanneer onder erfgenamen meningsverschillen ontstaan biedt het recht dus weinig concrete handvaten om onderling tot een oplossing te komen. In testamenten worden wel bepalingen opgenomen die erfgenamen bij de afwikkeling als leidraad moeten dienen maar deze kunnen door de rechter nietig worden verklaard als ze niet passen in het kader van een van de toegestane uiterste wilsbeschikkingen.
Als sprake is van internationale aspecten kan ander recht van toepassing zijn. Dat is bijvoorbeeld het geval als (een deel van) de nalatenschap zich in het buitenland bevindt, als zich vermogen in Nederland bevindt en de overledene een buitenlandse nationaliteit heeft, of als erfgenamen in het buitenland wonen.
Een volmachtexecuteur kan sinds 2021 bij de Belastingdienst een nabestaandenmachtiging aanvragen, en zo online toegang krijgen tot eerdere belastingaangiften en aanslagen van de overledene, en online alles te kunnen doen wat de overledene zou hebben gekund, zoals nog niet gedane aangiften doen, waaronder (na afloop van dat belastingjaar) die van het jaar van overlijden, en om online aangifte erfbelasting te kunnen doen.

### Schulden van de nalatenschap
Door de erfopvolging kunnen geldschulden ontstaan die vaak op korte termijn opeisbaar zijn. Als het voor een erfgenaam zeer bezwaarlijk is zo snel aan zijn verplichtingen te moeten voldoen kan de rechter worden gevraagd te bepalen dat een geldsom die in verband met de (verdeling van een) nalatenschap verschuldigd is, pas na verloop van tijd hoeft te worden voldaan (art. 4:5 BW).

### Vorderingen
Erfgenamen worden van rechtswege partij bij door erflater gesloten overeenkomsten die voortduren na overlijden. Daaruit kunnen baten vloeien die alleen de gezamenlijke erfgenamen toekomen.

### Executeur
Bij testament kunnen een of meer executeurs zijn benoemd met de opdracht vanaf overlijden bepaalde taken in het beheer van de nalatenschap en de afwikkeling van schulden uit te voeren. Gaat het om vermogensbeheer moet een beroepsmatig executeur aan bepaalde vakbekwaamheidseisen voldoen en een vergunning als financieel dienstverlener van de Autoriteit Financiële Markten hebben. Er mag niet naar eigen inzicht worden gehandeld, de taken moeten steeds zo worden uitgevoerd dat de nalatenschap zoveel mogelijk in stand wordt gehouden en/of inkomsten genereert en de belangen van zowel schuldeisers als erfgenamen evenwichtig worden gediend. Over de bevoegdheden van de executeur bestaan misverstanden, bijvoorbeeld dat een executeur bevoegd is het testament uit te voeren of zonder toestemming van erfgenamen de nalatenschap mag verdelen. De regels met verplichtingen en bevoegdheden van een executeur staan in de wet, per wettelijk voorschrift is aangegeven of bij testament een andere regeling mag worden gegeven. Geeft een wettelijke bepaling geen speelruimte, is sprake van dwingend recht en is een daarvan afwijkende bepaling in een testament ongeldig (art. 4:44, 45 BW). Voert een executeur op basis van een ongeldige testamentsbepaling een handeling uit met betrekking tot de nalatenschap, is de handeling onbevoegd verricht. Erfgenamen kunnen de nietigheid inroepen en de executeur kan ook aansprakelijk worden gehouden voor schade. Een notaris mag op grond van beroepsregels geen medewerking verlenen aan het passeren van een akte die een nietige of vernietigbare rechtshandeling vastlegt en hoort bij beschikkingshandelingen van een executeur over goederen van de erfenis onderzoek te doen naar geldigheid van de titel.
Als een executeur is benoemd hebben de erfgenamen in de regel niet de bevoegdheid zonder zijn toestemming nalatenschapsgoederen te vervreemden of te bezwaren, ze mogen wel privaatrechtelijke overeenkomsten over de goederen sluiten maar deze niet zonder toestemming uitvoeren. Achtergrondgedachte is de nalatenschap zowel intern (deelgenoten) als extern (schuldeisers) te beschermen totdat er een deugdelijke boedelbeschrijving met waardebepaling is en de direct opeisbare schulden van derden zijn voldaan. Als erfgenamen aan de executeur voldoende middelen ter beschikking stellen om de schulden te voldoen, of als zuiver is aanvaard en het eigen vermogen biedt voldoende verhaal, vervalt de beheerstaak van de executeur en de daarbij horende beperkingen van de erfgenamen.
Erfgenamen mogen zelfstandig alles doen wat nodig is voor normaal onderhoud en behoud van nalatenschapsgoederen en ook alles wat dringend moet worden gedaan (art. 3:170 BW). De executeur kan volgens de wet met uitsluiting van de erfgenamen over nalatenschapsgoederen beschikken (verkopen, belenen etc.) wanneer dat nodig is voor een goed beheer of om goederen te gelde te maken om schulden te voldoen, hier kan bij testament de toestemming van erfgenamen aan worden verbonden. De executeur met beheersbevoegdheid vertegenwoordigt de erfgenamen in en buiten rechte. Een executeur heeft niet de bevoegdheid zelfstandig in de fase van de verdeling te werken en mag evenmin zelfstandig beschikkingshandelingen in juridische zin verrichten die buiten zijn takenpakket vallen. Als alle erfgenamen er mee akkoord zijn, kan een executeur ook andere stappen zetten, maar deze vallen niet onder de wettelijke of testamentaire taken en bevoegdheden van een executeur.

### Testamentair bewind over nalatenschapsgoederen
Bij testament kan zijn bepaald dat een erfdeel of bepaalde goederen worden nagelaten onder testamentair bewind, geregeld in Afdeling 7 van boek 4 BW. Het erfdeel of goederen worden door overlijden direct eigendom van de betreffende erfgenaam maar diens (eigendoms-)rechten zijn bij de verkrijging onder bewind door de wettelijke regeling voor deze uiterste wilsbeschikking sterk ingeperkt. De rechtvaardiging daarvoor is dat erflater verwacht dat de persoon zelf (nog) niet in staat is het nagelaten vermogen op een verstandige manier te beheren. Redenen kunnen onder andere zijn een jonge leeftijd, verslaving of grote schuldenlast. Het bewind kan door de rechthebbende worden opgeheven zodra de situatie waarvoor het bewind is ingesteld zich niet meer voordoet. Een testamentair bewind kan ook worden ingesteld in een gemeenschappelijk belang, bijvoorbeeld beheer van een vakantiewoning die tot de nalatenschap hoort.
De bevoegdheden en plichten van een testamentair bewindvoerder kunnen krachtens art 4:171 lid 1 BW bij testament ruimer of beperkter worden geregeld, mits ze binnen het wettelijk kader voor het bij uiterste wilsbeschikking ingestelde bewind blijven en binnen het kader van de rechtsfiguur bewind, wat vóór alles het beheer over vermogen betekent.
Rechthebbenden kunnen in de regel niet zonder medewerking of toestemming van de bewindvoerder beschikken in juridische zin, behalve wanneer het nodig is voor gewoon onderhoud of als iets dringend moet worden geregeld (art. 4:166 en 4:167 lid 3 BW). De bewindvoerder heeft voor veel werk toestemming van de rechthebbende(n) nodig, deze kan zo nodig worden vervangen door een machtiging van de Kantonrechter (art. 4:169 BW). De rechthebbenden kunnen eveneens vervangende machtiging van de rechter vragen als een bewindvoerder geen toestemming geeft voor een handeling die zij verstandig achten of wenselijk, zoals verkoop van een pand omdat er een goed bod is gedaan. Testamentair bewind gaat in bij overlijden dus de betreffende erfgenaam of legataris is direct handelingsbeperkt, tenzij erflater anders bepaalt (art. 4:153 lid 2, 4:166 en 4:167 BW). De bewindvoerder is bij uitsluiting bevoegd de rechthebbende in rechte te vertegenwoordigen (art. 4:173 BW). Omvang, duur en regels voor het bewind staan in het testament. Is bij testament geen bewindvoerder aangewezen kan deze worden benoemd door de rechter (art. 4:157 lid 1 BW).

### Afwikkelingsbewind bij erfenis
Is een nalatenschap, erfdeel of goed vermaakt onder een zogenaamd afwikkelingsbewind, gaat het om een vorm van testamentair bewind in een gemeenschappelijk belang die geldt voor de duur van de afwikkeling van de nalatenschap (art. 4:155 lid 4 en BW). Een testamentair bewindvoerder heeft het bijzondere wettelijke recht bij bewind over een goederengemeenschap zelfstandig een vordering tot verdeling bij de rechtbank in te stellen, zonder toestemming van de rechthebbenden, zodat een nalatenschap met bewindvoerder ook kan worden verdeeld als de erfgenamen het niet eens kunnen worden (art. 4:170 lid 1 BW). Binnen het notariaat en de executeursbranche bestaat de mening dat een zogenaamde afwikkelingsbewindvoerder bij testament op grond van artikel 4:171 BW de bevoegdheid kan worden gegeven een nalatenschap volledig zelfstandig af te wikkelen en te verdelen zonder toestemming en medewerking van de erfgenamen en in hun plaats mag beschikken. Onder juristen bestaat verdeeldheid of zulke bepalingen rechtsgeldig zijn. Uit de lange parlementaire geschiedenis blijkt herhaaldelijk dat de wetgever een testamentair bewindvoerder alleen beschikkingsmacht wilde geven zolang dat binnen de rechtsfiguur bewind valt en dat is vóór alles beheer. Erflater mag een bewindvoerder bij testament dus niet volledig de vrije hand geven omdat dit een inbreuk op het grondrecht van eigendom van de erfgenamen zou betekenen, de wetgever heeft de bevoegdheid beslissingen te nemen buiten het kader van beheer, bij de rechter gelegd.
Om te kunnen beschikken is steeds toestemming van de rechthebbenden nodig of plaatsvervangde machtiging van de kantonrechter. Afwikkelingsbewindvoerder, erfgenamen en derden bevinden zich daarom in een onzekere rechtspositie wanneer een testamentair bewindvoerder zijn wettelijke bevoegdheden te buiten gaat, ook als daarover iets is opgenomen in het testament. Is de afwikkelingsbewindvoerder met vergaande bevoegdheden iemand van het kantoor van de notaris die het testament opstelde, of koos de afwikkelingsbewindvoerder dit kantoor als boedelnotaris, is voor erfgenamen extra voorzichtigheid geboden en moet in een vroeg stadium van de afwikkeling de rechter om een oordeel over de rechtsgeldigheid van de betreffende bepalingen worden gevraagd of bij de kantonrechter een verzoek tot ontslag worden ingediend. Geeft het testament geen nadere regels, gelden in ieder geval alleen de regels uit de wet.

### Internationale afwikkeling erfenis
Als erfgenaam van iemand die in het buitenland binnen de EU overlijdt kan de nalatenschap worden afgewikkeld door een gerecht in het EU-land waar de overledene het laatst gewoond heeft of een notaris in een willekeurig EU-land. Bij testament kan de rechtskeuze worden vastgelegd.

## Boedelnotaris
Als een notaris met de afwikkeling van een erfenis wordt belast noemt men deze vaak de boedelnotaris. Dat is juridisch niet altijd de juiste term. In art. 4:197 e.v. BW wordt met boedelnotaris de notaris bedoeld die belast is met de vereffening van een nalatenschap nadat beneficiair is aanvaard. Deze moet zich inschrijven in het boedelregister. Meestal werkt een notaris echter aan een boedel in opdracht van erfgenamen of executeur en voert de opgegeven werkzaamheden uit. Gebruikelijk is advisering en begeleiding bij de verdeling, het opstellen van de uitdelingslijst en het opstellen en passeren van akten, waaronder de verklaring van erfrecht en de akte van verdeling/vaststelling van de erfdelen. Het regelwerk in een boedel wordt niet door de notaris zelf gedaan maar door boedelmedewerkers.

## Boedelregister
Informatie over de rechtstoestand van een nalatenschap die vereffend moet worden, wordt verzameld in het openbare boedelregister dat zich bevindt bij de rechtbank van de laatste woonplaats van de erflater. Hierin staat bijvoorbeeld wie de boedelnotaris is en bevat verklaringen van erfgenamen die beneficiair hebben aanvaard. Zuivere aanvaarding en verwerping worden niet ingeschreven. De griffier van de rechtbank is verplicht om een ieder die dat wenst inzage in het register te geven en een uittreksel daaruit te verstrekken.

## Conflicten
Na overlijden van een langstlevende ouder komt vaak conflictpotentiaal binnen de familie hoog met de afwikkeling en verdeling van de nalatenschap als aanleiding. Het gaat vaak om verschil van inzicht over de waarde van goederen of zaken. Hier kan een gang naar de rechter zinvol zijn wanneer objectief onderbouwd kan worden waarom meerdere taxaties onjuist zouden zijn en een eventueel waardeverschil opweegt tegen de kosten. Verder zijn de bepalingen in een testament niet altijd wat de nabestaanden verwacht hadden of zijn kinderen onterfd en legt niet iedereen zich daarbij neer. In juridisch opzicht heeft het aanvechten van de beschikkingen over de nalatenschap alleen een kans van slagen bij vormfouten of met tastbare bewijzen. Er zijn meerdere uitspraken waarbij een (deels) onterfd kind recht kon halen door bewijs te leveren dat sprake is geweest van beïnvloeding of gebruikmaking van (beginnende) dementie (wilsonbekaamheid). Ten slotte zijn er regelmatig problemen met de manier waarop een executeur of afwikkelingbewindvoerder zijn werk doet, deels terug te voeren op onwetendheid aan beide kanten over taken en bevoegdheden, deels op te rigoureus handelende executeurs. Een verzoek bij de kantonrechter tot ontslag executeur heeft zin als objectief aantoonbaar dat er gewichtige redenen zijn voor ontslag: hij heeft zich niet als 'goed executeur' gedragen, schiet ernstig tekort in de uitvoering van taken of de vertrouwensband is ernstig verstoord. Ook kunnen lopende de afwikkeling feiten worden verzameld en aan de hand daarvan achteraf worden geweigerd finale kwijting te verlenen voor werk en declaraties of een executeur of bewindvoerder aansprakelijk te stellen.
Met het "uitvechten" van een erfeniskwestie kunnen vele jaren en veel geld verloren gaan. Een executeur of afwikkelingsbewindvoerder ziet het meestal niet als zijn taak, of bezit niet de vaardigheid, de-escalerend te werken. Vaak is het mogelijk een oplossing te vinden met behulp van een onafhankelijke derde (mediation).
Zakelijke dienstverlening in het erfrecht is een branche geworden waarover ingewijden zeggen dat dit 'booming business' is. Daarbij staat het belang een inkomen te genereren uit de nalatenschap van anderen vaak als eigenbelang naast of tegenover de belangen van de oude en opvolgend eigenaren van de nalatenschap. 

## Nalatenschapsbegeleiding – estate planning
Als vorm van zakelijke dienstverlening wordt ook buiten het notariaat 'nalatenschapsbegeleiding' bij leven aangeboden, ook 'estate planning' genoemd, het gestructureerd regelen van de overgang van vermogen naar de volgende generatie met een focus op fiscale aspecten. In landen met een Angelsaksisch rechtssysteem is estate planning een juridisch begrip waarvoor jurisprudentie, wetten en regelgeving bestaan. Advisering is hier het domein van advocaten en notarissen en men mag zich alleen 'financieel adviseur' noemen als onafhankelijkheid juridisch is geborgd.
In Nederland is het begrip in de 1990er jaren zonder deze juridische achtergrond in de bankenwereld geïntroduceerd als nieuwe vorm van dienstverlening. Het Centrum voor notarieel recht en een grote Nederlandse bank gingen bijvoorbeeld een samenwerkingsverband 'estate planning' aan. In Nederland bestaat voor estate planning geen wettelijk kader, voor estate planner als beroepsgroep bestaat geen specifieke wet- of regelgeving, er zijn geen kwaliteitseisen en er is geen wettelijk toezicht. Een hoogleraar Successierecht typeerde de beroepsgroep in een vaktijdschrift als volgt: "Mensen die in de regel werken met zeer creatieve oplossingen". Verschillende stichtingen en bedrijven bieden opleidingen van enkele dagen aan waarna men zich tegen betaling kan aanmelden als lid. Mensen noemen zich 'register estate-planner (REP)' maar in tegenstelling tot registeraccountant heeft de aanduiding bij een estate planner geen wettelijk beschermde inhoudelijke betekenis. Hetzelfde geldt voor aanduidingen als 'keurmerk', 'gecertificeerd' of 'benoemd'.
Richt een estate planner zich tevens op vermogensbescherming en vermogensbeheer, voor of na overlijden, gelden de regels van de Wet op het financieel toezicht voor de financieel dienstverlener, als zodanig bestaan er vakbekwaamheidseisen en een vergunningplicht.
Een estate planner kan tot een beroepsgroep horen waarvoor wel gedragsregels gelden, zoals registeraccountant, notaris of advocaat maar dat beschermt de consument niet altijd. Een grote beroepsvereniging, de Federatie Financieel Planners (FFP), kent bijvoorbeeld een gedragscode maar deze bevat geen clausule over onafhankelijkheid of objectiviteit en de notaris mag zichzelf als executeur in een testament laten benoemen waarvoor in de estate planning is geadviseerd (art. 20 Notariswet).